# Microsporum ferrugineum
Microsporum ferrugineum är en svampart som beskrevs av M. Ota 1921. Microsporum ferrugineum ingår i släktet Microsporum och familjen Arthrodermataceae.   Inga underarter finns listade i Catalogue of Life.